# Erik Huusko
Erik Huusko (* 24. August 1971 in Upplands Väsby) ist ein ehemaliger schwedischer Eishockeyspieler, der in seiner aktiven Zeit von 1987 bis 1999 unter anderem für Djurgårdens IF und den HV71 Jönköping in der Elitserien gespielt hat. Sein Zwillingsbruder Anders war ebenfalls ein professioneller Eishockeyspieler.

## Karriere
Erik Huusko begann seine Karriere als Eishockeyspieler bei den Arlanda Wings, mit dessen Profimannschaft er in der Saison 1989/90 aus der damals noch drittklassigen Division 2 in die zweitklassige Division 1 aufstieg. In dieser verbrachte der Angreifer eine Spielzeit, ehe er vom Djurgårdens IF aus der Elitserien verpflichtet wurde. Mit diesem unterlag er 1992 im Playoff-Finale dem Malmö IF. Nach vier Jahren verließ der Linksschütze 1996 den Djurgårdens IF und unterschrieb bei deren Ligarivalen HV71 Jönköping. Beim HV71 verbrachte er weitere drei Spielzeiten in der Elitserien, ehe er im Anschluss an die Saison 1998/99 im Alter von 28 Jahren seine Laufbahn beendete.

### International
Für Schweden nahm Huusko an der Junioren-Weltmeisterschaft 1991 sowie der Weltmeisterschaft 1995 teil.

## Erfolge und Auszeichnungen
- 1990 Aufstieg in die Division 1 mit den Arlanda Wings
- 1991 Europapokal-Gewinn mit Djurgårdens IF
- 1992 Schwedischer Vizemeister mit dem Djurgårdens IF
- 1995 Silbermedaille bei der Weltmeisterschaft